# Kurdistans patriotiska union
Kurdistans patriotiska union, PUK, är ett politiskt parti i Irakiska Kurdistan. Partiet har[när?] 21 platser i Kurdistans parlament.

## Historia
PUK bildades den 1 juni 1975, genom en utbrytning ur Kurdistans demokratiska parti (KDP). Jalal Talabani och Fuad Masum lämnade KDP och bildade Komala, som bestod av kurder från norra Irak. Partiet hade stort stöd från soranitalande kurder, som var liberala akademiker. Även inom Komala fanns en höger-vänsterfalang. De liberala kallade sig för Kurdiska patriotiska unionen, och de som antog en marxistisk ideologi fortsatte att kalla sig för Komala. 
År 1984 fick PUK ett avtal med Baathpartiet, vapenvila och amnesti för PUK-medlemmar. Kurdiska barn fick nu studera på sitt modersmål. Alla skolböcker översattes från arabiska till kurdiska från årskurs ett till tolv.   
PUK skapade en egen gerillaarmé och kämpade mot Saddam Husseins baathregim i Irak under hela 1980-talet. När Kuwaitkriget började såg PUK sin chans och mobiliserade sina styrkor i de kurdiska städerna. USA lovade att stödja deras aktioner mot Saddam Hussein, men när PUK-styrkorna attackerade blev de svikna av USA och lämnades ensamma emot Saddam Hussein. Efter cirka två år avbröt Saddam Hussein avtalet med PUK och de blev förföljda. Återigen gick alla medlemmar i landsflykt i bergsområden samt till Iran, där många kurder bosatte sig mellan 1986 och 1990. 
Hatet mot Saddam Hussein hade vuxit enormt under 1980-talet, då Saddams Baathparti utförde en kampanj som kom att kallas för Al-Anfal. Den resulterade i att hundratusentals kurder mördades och fängslades och än idag hittar man massgravar från denna tid. Den mest omtalade delen av Al-Anfal-kampanjen är bombningen av staden Halabja i mars 1988, då kemiska stridsmedel dödade 5 000 människor inom loppet av några minuter.
Under 1990-talet utkämpade PUK och KDP ett blodigt inbördeskrig mot varandra vilket var en stor påfrestning för det krigströtta folket som upplevde ännu en svår period, men denna gång på grund av de egna ledarnas agerande.
Inför det irakiska parlamentsvalet 2005bildade PUK och KDP en valallians under namnet Kurdistans demokratiska patriotiska allians.  Alliansen fick mer än  25% av rösterna i hela Irak, vilket gjorde det möjligt för Jalal Talabani att väljas till president, en post som han innehade till 2014. Sedan 2020 Jalal Talabanis äldsta son Bafel Talabani partiledare för PUK.  På senare tid har PUK kritiserats för att förbjuda oliktänkande och för korruption.  
PUK har länge varit aktiva i Sverige och många PUK-politiker har varit bosatta och "skolade" i Sverige. Efter Irak-kriget återvände många av dessa hem.